# Grammaticale categorie
Een grammaticale categorie is een aan de semantiek gebonden onderscheid in de taal met een of meer exponenten, die zijn vastgelegd in morfologische paradigma's. Voorbeelden van universele grammaticale categorieën zijn geslacht en getal. De eerste categorie heeft in veel talen de exponenten "mannelijk", "vrouwelijk" en "onzijdig". De tweede categorie heeft de exponenten enkelvoud en meervoud en soms ook nog andere vormen zoals de dualis. 
Grammaticale categorieën worden meestal weergegeven door middel van affixen en clitica. Een voorbeeld in het Nederlands is de manier waarop binnen de categorie "getal" de exponent "meervoud" gewoonlijk wordt weergegeven, nl. door middel van de suffixen -(e)n en -s. Van de vorm van het werkwoord  kan in het algemeen meer informatie over een of meer bijbehorende argumenten worden afgeleid. In het geval van loop versus lopen betreft het informatie omtrent zowel het getal van de bijbehorende persoon als de tegenwoordige tijd.
De categorie ontkenning wordt over het algemeen weergegeven door middel van een partikel. In het Nederlands is dit het woord niet.